# 칼스함시

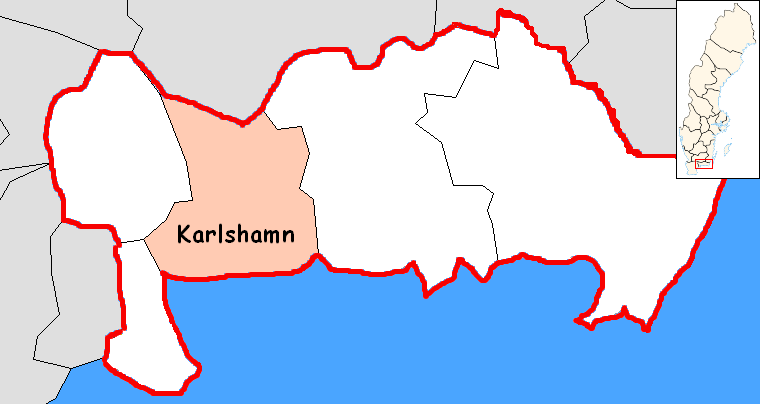
칼스함 시의 위치

칼스함시(스웨덴어: Karlshamns kommun)는 스웨덴 블레킹에주에 위치한 지방 자치체로 행정 중심지는 칼스함이며 면적은 832.42km2, 인구는 32,130명(2016년 12월 31일 기준), 인구 밀도는 39명/km2이다.

시 문장